# Lourdes Leon
Lourdes Maria «Lola» Ciccone Leon, née le 14 octobre 1996, est une mannequin, danseuse et chanteuse américaine.
Ses parents sont Madonna et Carlos Leon.
En septembre 2021, elle fait la couverture de Vogue. Depuis août 2022, Leon crée sa propre musique sous le pseudonyme Lolahol.

## Biographie

### Enfance et formation
Lourdes Maria Ciccone Leon est née à Los Angeles, en Californie, l'après-midi du 14 octobre 1996, de la chanteuse, compositrice et actrice américaine Madonna et de l'entraîneur personnel et acteur Carlos Leon.
Sa mère est américaine, d'origine italienne et canadienne-française tandis que son père est cubain.
Elle a plusieurs frères et sœurs issus des mariages et adoptions ultérieurs de ses parents, respectivement, dont un demi-frère paternel, un demi-frère maternel, Rocco, issu du mariage de sa mère avec le réalisateur britannique Guy Ritchie, ainsi qu'un frère maternel, une sœur. et des sœurs jumelles nées chacune au Malawi. El País mentionne qu'« elle fut documentée avant même sa naissance ».
Alors qu'elle est encore enfant, Lourdes apparaît à certains événements de sa mère, y compris sa performance aux MTV Video Music Awards 2003, jetant des pétales sur scène, une apparition dans une vidéo alternative de Celebration en 2009 et fourni les chœurs sur le morceau Superstar (album MDNA, 2012) que sa mère écrit à son sujet.
Sa mère l'inscrit à des cours de ballet dès l'âge de trois ans après qu'elle a exprimé son intérêt. Lourdes Maria grandi à New York et étudie au lycée Fiorello H. LaGuardia, une école des arts du spectacle à Manhattan. Entre autres étudiants, l'acteur Timothée Chalamet a également fréquenté l'école et elle le considère comme son premier petit ami. Après avoir obtenu son diplôme, elle commence ses études universitaires sur le campus d'Ann Arbor de l'Université du Michigan, mais est transférée au Purchase College de New York en raison de la présence de partisans de Donald Trump parmi le corps étudiant. Elle continue à étudier intensivement la danse à Purchase.
Lourdes Leon déclare en 2021 au magazine Vogue qu'elle a payé ses propres études universitaires,, motivée par son désir d'être indépendante de Madonna, qu'elle qualifiait à l'époque de « maniaque du contrôle », bien qu'elle ait ensuite ajouté :  « Je n'ai pas pleinement compris cela jusqu'à ce que je réalise l'importance de l'autonomisation ».
Elle déclare ensuite au magazine Interview :  « Évidemment, j'ai grandi avec un extrême privilège. C'est indéniable. Mais je pense que ma mère a vu tous ces autres enfants de personnes célèbres, et elle s'est dit : « Mes enfants ne seront pas comme ça ».

### Carrière

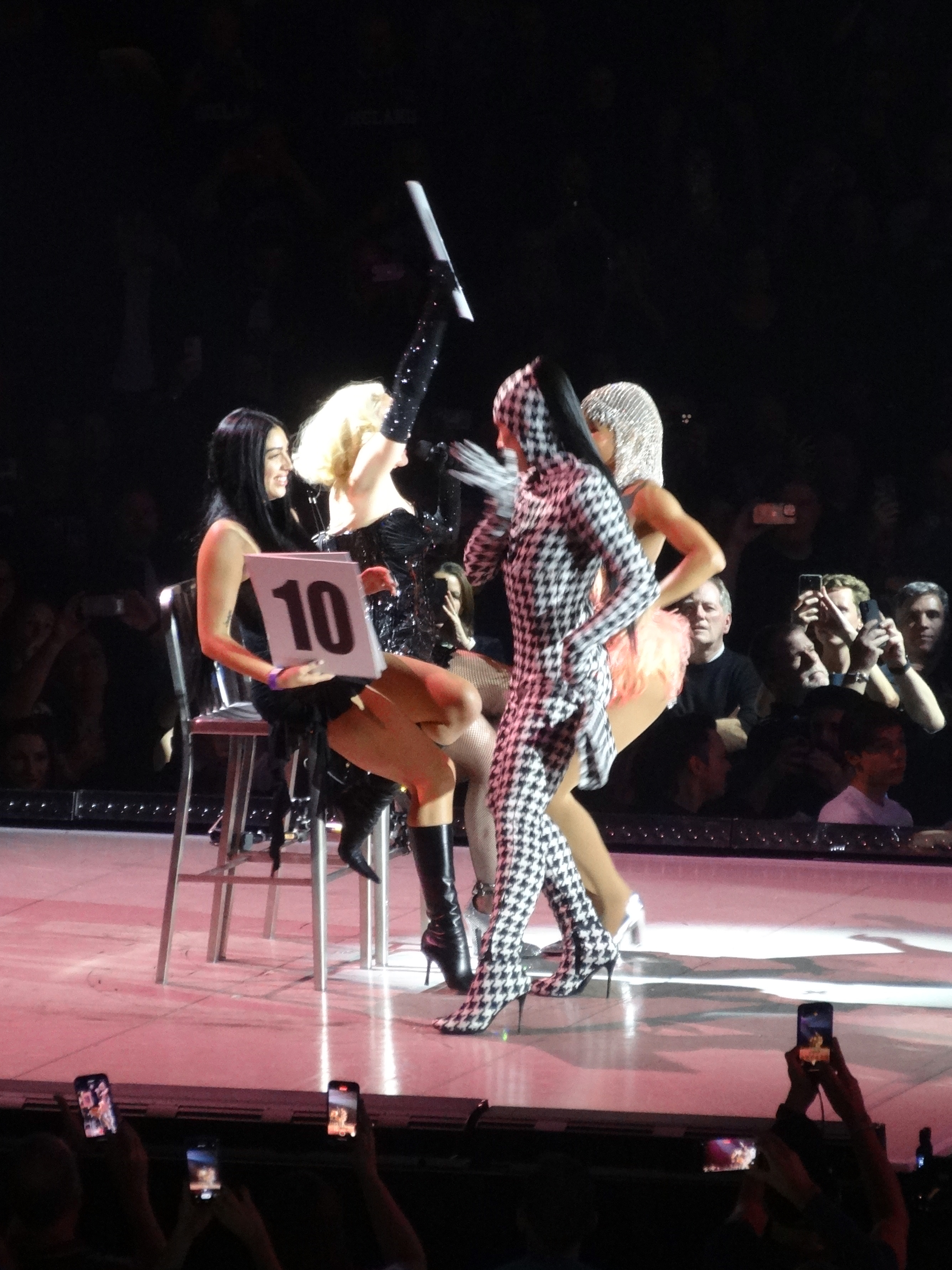
Lourdes et Madonna (sur les chaises) lors de la tournée Celebration Tour à Londres, 2023.

Les premières incursions de Lourdes dans la mode se firent en 2010. Madonna et elle créent Material Girl, une ligne de vêtements pour adolescents vendue exclusivement dans les magasins Macy's. Leon fait ses débuts de mannequin en jouant dans une campagne publicitaire de parfum pour Pop de Stella McCartney, mettant également en vedette Grimes, Amandla Stenberg et Kenya Kinski-Jones.
Elle apparait dans des campagnes pour Marc Jacobs, Miu Miu, Calvin Klein, Tom Ford, Burberry, Savage X Fenty, Gypsy Sport, Dion Lee et Thierry Mugler,,,,.
En 2018, elle fait ses débuts à la New York Fashion Week. Elle fait ensuite la couverture de septembre 2021 du Vogue américain avec les mannequins Anok Yai, Ariel Nicholson, Bella Hadid, Kaia Gerber, Precious Lee, Sherry Shi et Yumi Nu.
En 2023, elle devient le visage d'une édition limitée de Coca-Cola 3000 Zero Sugar, et réalise sa première campagne de maquillage pour Make Up For Ever.
Lourdes Leon, utilisant son nom de scène Lolahol, fait ses débuts musicaux en août 2022 via Chemical X, une marque du label Mad Decent.
Son premier album est Lock&Key, suivi de Cuntradiction en novembre, tous deux issus de son premier Mini-album (EP) de cinq titres Go, un projet de musique expérimentale lancé le 9 novembre 2022, en collaboration avec Eartheater,.
Le 11 octobre 2023, elle sort Spelling. Les visuels de sa vidéo rendent hommage à la vidéo de Madonna de Frozen.
Lourdes Leon fait également ses premiers débuts musicaux au Festival de musique Brava Madrid de l'IFEMA le 23 septembre 2023.

## Influences
Lourdes Leon a cité divers artistes britanniques de la fin des années 1990 et du début des années 2000 comme influences, notamment PJ Harvey, Massive Attack et Amy Winehouse. Elle commente à propos de Winehouse : « Elle s'en foutait vraiment de l'apparence de qui elle était et était juste là pour faire de la musique ».
Parlant de la musique et de l'influence de Madonna, elle a déclaré : « Mon expérience avec la musique de ma mère a tellement changé à mesure que je vieillis, parce que je suis de plus en plus capable de reconnaître à quel point cette femme est influente et incroyable, et à quel point elle donne du pouvoir aux autres femmes. […] elle l'a toujours été ». Elle explique en outre qu'elle s'est inspirée de Madonna tout en construisant une carrière dans la mode, donnant son conseil : « Ce n'est pas une question d'argent, ni de visage, ni de beauté. Il s'agit de ce que vous apportez au monde et de ce que vous êtes. je vais laisser derrière moi ».

## Discographie

### Mini-album
- GO (Chimique X, 2022)

### Singles
- Lock&Key (Chemical X, 2022)
- Cuntradiction (Chemical X, 2022)
- Spelling (Chemical X, 2023)
- Boy Next Door (Chemical X, 2023)